# Cadeo
Cadeo – miejscowość i gmina we Włoszech, w regionie Emilia-Romania, w prowincji Piacenza.
Według danych na rok 2004 gminę zamieszkiwało 5459 osób, 143,7 os./km².